# Nedeljko Ašćerić
Nedeljko « Neno » Ašćerić, né le 29 août 1965 à Šašinci (Serbie), est un joueur serbo-autrichien de basket-ball, reconverti entraîneur depuis 2006.

## Biographie
Né à Sasinci en  Yougoslavie, il a été naturalisé autrichien.
Ašćerić mesure 1,98 m et jouait au poste d'ailier.
Ašćerić est entraîneur de l'équipe d'Autriche de basket-ball entre 2008 et janvier 2013.
Ašćerić est nommé entraîneur du Szolnoki Olaj, club hongrois de basket-ball fin 2012. Il quitte le club en décembre 2013 et est remplacé par ses adjoints Dragan Aleksić et Andrius Jurkūnas.
Au mois de mars 2020, il rejoint l'ALM Évreux qui évolue en deuxième division française. En raison de la pandémie de Covid-19 et l'arrêt prématuré du championnat, il n'entraîne son équipe qu'à deux reprises pour un résultat positif de deux victoires. Le 5 mai, le club annonce qu'il est conservé pour la saison 2020-2021 de Pro B.

## Famille
Son fils Luka est également joueur de basket-ball professionnel.

## Carrière

### Joueur
- 1985 - 1987 :  Srem Sremska Mitovica (2e division)
- 1987 - 1988 :  Backa Palanca (2e division)
- 1988 - 1989 :  KK Novi Sad (2e division)
- 1989 - 1998 :  UKJ Sankt Pölten (ÖBL)
- 1998 - 2000 :  PSG Racing (Pro A)
- 2000 :  Étoile rouge de Belgrade (1re division)
- 2000 - 2003 :  Le Mans SB (Pro A)
- 2003 - 2004 :  Hyères-Toulon VB (Pro A)
- 2005 - 2006 :  JA Vichy (Pro B)
- 2006 :  UKJ Sankt Pölten (ÖBL)

### Entraîneur
En club
- 2006 - 2007 :  JL Bourg-en-Bresse (Pro A)
- 2007 - 2008 :  Saint-Quentin BB (Pro B)
- 2008 - 2009 :  Lechugueros de León (1re division)
- 2010 - 2012 :  Oberwart Gunners (ÖBL)
- 2012 :  Rockets Gotha (ProA)
- 2012 - 2013 :  Szolnoki Olaj (NB I/A, ABA)
- 2014 :  BC Vienne (ÖBL)
- 2014 - 2017 :  Lille Métropole Basket (Pro B)
- 2017 :  Hermine de Nantes (Pro B)
- 2020 - 2024 :  ALM Évreux Basket (Pro B)

En sélection
- 2008-2013 :  Autriche
- Depuis 2025 :  Guinée

## Palmarès

### Joueur
- Champion d’Autriche en 1995 et 1998
- Vainqueur de la Coupe d'Autriche : 1998

### Entraîneur
- Champion d’Autriche en 2011
- Vainqueur de la Leaders Cup Pro B en 2022